# Biron, Charente-Maritime
Biron är en kommun i departementet Charente-Maritime i regionen Nouvelle-Aquitaine i västra Frankrike. Kommunen ligger  i kantonen Pons som ligger i arrondissementet Saintes. År 2022 hade Biron 240 invånare.

## Befolkningsutveckling
Antalet invånare i kommunen Biron
Referens:INSEE